# تيموثي دبليو. قود
تيموثي دبليو. قود (بالإنجليزية: Timothy W. Good)‏ هو مصرفي وسياسي أمريكي، ولد في 1872، وتوفي في 1951. حزبياً، نشط في الحزب الديمقراطي.